# Робин ван Перси
Робин ван Перси (хол. Robin van Persie; Ротердам, 6. августа 1983) је бивши холандски фудбалер, који је играо на позицији нападача. Каријеру је започео 2001. као играч Фајенорда, а 2005. године је позван да игра за репрезентацију Холандије.

## Детињство и младост
Ван Перси је рођен у Ротердаму. Његови родитељи су уметници - мајка Хосе Рас је сликарка, а отац Боб је вајар са којим је и живео.
У школи, професори су га често избацивали са часа, због тога што је умео да им одговори. Како сам каже, откад се предао фудбалу поправио се и у школи.

## Каријера

### Рана каријера
Своју каријеру је започео у младом тиму Екселсиора (хол. SBV Excelsior). Тренер младог тима тада је био Ад Путерс (хол. Aad Putters).
Са својим пријатељима из детињства Маунир Ел Хамдауијем (хол. Mounir El Hamdaoui) и Луиђијем Брајинсом (хол. Luigi Bruins), који су такође играли за Екселсиор, фудбал је играо у кварту Кралинхена (хол. Kralingen).

### ФК Фајенорд
Ван Перси је 2002. потписао уговор на три и по године са холандским клубом Фајенордом. Како је клуб имао проблема са повредама играча, прву утакмицу Робин је одиграо у јануару 2002. са 18 година. 8. маја исте године играо је у финалној утакмици УЕФА купа против ФК Борусија Дортмунд. На крају сезоне 2001/02 освојио је награду Краљевске Фудбалске Федерације Холандије за Најбољег младог талента.
Лета 2002. претрпео је повреду леђа, али на време је почео да тренира за предстојећу сезону 2002/03, у којој је постигао 9 голова на 25 наступа. 
Упркост својој надарености Ван Перси имао је проблема са дисциплином и тежак однос са менаџером Фајенорда Берт ван Марвијком, тако да је већину сезоне 2003/04 провео на клупи. Ван Перси је 2004. продат Арсеналу за £2,75 милиона.

### ФК Арсенал
Уговор са Арсеналом потписао је 17. маја 2004. године. Дебитовао је у утакмици против Манчестер јунајтеда 8. августа, када је Арсенал победио резултатом 3-1. Почетак сезоне 2004/05 углавном је провео на клупи. Свој први погодак постигао је у Лига купу, у утакмици против Манчестер ситија 27. октобра. Први црвени картон као Арсеналов играч добио је у утакмици против Саутхемптона, након кога је већином седео на клупи. Поново је заиграо против Шефилд јунајтеда, а затим је обезбедио Арсеналу победу постигавши 2 гола против Блекбурн роверса у полуфиналу ФА купа. Сезону је завршио са 10 погодака и 41 наступом.
У првој утакмици сезоне 2005/06 Ван Перси је постигао погодак и наставио да показује добру форму постигавши 8 погодака на 8 утакмица. Новембра 2005. освојио је награду Премијер Лиге за Играча месеца. Иако је имао проблема са повредом и оптужбама за силовање, завршио је сезону са 11 голова постигнутих на 38 утакмица.
Ван Персијевим најбољим поготком сматра се гол против Чарлтон атлетика, на почетку сезоне 2006/07. Био је најбољи Арсеналов стрелац ове сезоне, постигавши 7 голова у првих 11 утакмица. Утакмица против Манчестер јунајтеда 21. јануара била је његова последња те сезоне када задобио је прелом 5. метатарзалне кости.
Проблеми са лигаментом колена и повреда бутине ограничили су Ван Персија на само 23 наступа 2007/08 сезоне. Прву утакмицу након 2 месеца одиграо је 12. децембра против ФК Стеауа Букурешт.
Сезона 2008/09 је његова најбоља у Арсеналу до сада. Наступио је 44 пута и постигао 20 голова у свим такмичењима. Свој педесети гол за Арсенал постигао је 29. октобра у нерешеној утакмици против Тотенхема. Гол против Ливерпула 18. децембра је његов други гол у каријери који је ББС прогласио за гол месеца. Први пут као капитен Арсенала играо је 3. јануара у утакмици ФА купа против ФК Плимут аргила. Ове сезоне добио је и 4 Арсеналове награде за Играча месеца.
Дана 15. августа 2012. године Манчестер Јунајтед је на својој официјелној интернет страници објавио да је тај клуб уговорио прелазак Робина Ван Персија у њихове редове.
Холанђанин је у јулу 2009. потписао нови уговор са Арсеналом вредан £80.000 недељно.

## Репрезентација
Ван Перси позван је да дебитује за репрезентацију 4. јуна 2005. године у квалификационој утакмици Светског првенства 2006. против Румуније. Своју другу репрезентативну утакмицу одиграо је четири дана касније против Финске у којој је постигао један погодак.
Током Светског првенства 2006. године одиграо је све четири завршне утакмице. Једини гол постигао је из слободног ударца против Обале Слоноваче. Био је саставни део тима током Европског првенства 2008. У квалификационим утакмицама постигао је 4 поготка. Ван Перси дао је два гола у утакмицама Ц групе за пролазак у четвртфинале, један против Француске 13. јуна, а други против Румуније четири дана касније.
| #   | Датум      | Утакмица                         | Резултат | Такмичење                 | Голови |
| --- | ---------- | -------------------------------- | -------- | ------------------------- | ------ |
| 1.  | 04-06-2005 | Холандија - Румунија             | 2-0      | Квалификације за СП 2006. | 0      |
| 2.  | 08-06-2005 | Финска - Холандија               | 0-4      | Квалификације за СП 2006. | 1      |
| 3.  | 17-08-2005 | Холандија - Немачка              | 2-2      | Пријатељска               | 0      |
| 4.  | 03-09-2005 | Јерменија - Холандија            | 0-1      | Квалификације за СП 2006. | 0      |
| 5.  | 07-09-2005 | Холандија - Андора               | 4-0      | Квалификације за СП 2006. | 0      |
| 6.  | 08-10-2005 | Чешка - Холандија                | 0-2      | Квалификације за СП 2006. | 0      |
| 7.  | 12-10-2005 | Холандија - Република Македонија | 0-0      | Квалификације за СП 2006. | 0      |
| 8.  | 27-05-2006 | Холандија - Камерун              | 1-0      | Пријатељска               | 0      |
| 9.  | 01-06-2006 | Холандија - Мексико              | 2-1      | Пријатељска               | 0      |
| 10. | 04-06-2006 | Холандија - Аустралија           | 1-1      | Пријатељска               | 0      |
| 11. | 11-06-2006 | Србија и Црна Гора - Холандија   | 0-1      | СП 2006. (Група Ц)        | 0      |
| 12. | 16-06-2006 | Холандија - Обала Слоноваче      | 2-1      | СП 2006. (Група Ц)        | 1      |
| 13. | 21-06-2006 | Холандија - Аргентина            | 0-0      | СП 2006. (Група Ц)        | 0      |
| 14. | 25-06-2006 | Португалија - Холандија          | 1-0      | СП 2006. осмина финала    | 0      |
| 15. | 16-08-2006 | Ирска - Холандија                | 0-4      | Пријатељска               | 1      |
| 16. | 02-09-2006 | Луксембург - Холандија           | 0-1      | Квалификације за ЕП 2008. | 0      |
| 17. | 06-09-2006 | Холандија - Белорусија           | 3-0      | Квалификације за ЕП 2008. | 2      |
| 18  | 07-10-2006 | Бугарска - Холандија             | 1-1      | Квалификације за ЕП 2008. | 1      |
| 19. | 11-10-2006 | Холандија - Албанија             | 2-1      | Квалификације за ЕП 2008. | 1      |
| 20. | 22-08-2007 | Швајцарска - Холандија           | 2-1      | Пријатељска               | 0      |
| 21. | 08-09-2007 | Холандија - Бугарска             | 2-0      | Квалификације за ЕП 2008. | 0      |
| 22. | 12-09-2007 | Албанија - Холандија             | 0-1      | Квалификације за ЕП 2008. | 0      |
| 23. | 17-10-2007 | Холандија - Словенија            | 2-0      | Квалификације за ЕП 2008. | 0      |
| 24. | 26-03-2008 | Аустрија - Холандија             | 3-4      | Пријатељска               | 0      |
| 25. | 09-06-2008 | Холандија - Италија              | 3-0      | ЕП 2008. (Група Ц)        | 0      |
| 26. | 13-06-2008 | Холандија - Француска            | 4-1      | ЕП 2008. (Група Ц)        | 1      |
| 27. | 07-02-2007 | Холандија - Румунија             | 2-0      | ЕП 2008. (Група Ц)        | 1      |
| 28. | 21-06-2008 | Холандија - Русија               | 1-3      | ЕП 2008. четвртфинале     | 0      |
| 29. | 20-08-2008 | Русија - Холандија               | 1-1      | Пријатељска               | 1      |
| 30. | 06-09-2008 | Холандија - Аустралија           | 1-2      | Пријатељска               | 0      |
| 31. | 10-09-2008 | Република Македонија - Холандија | 1-2      | Квалификације за СП 2010. | 0      |
| 32. | 15-10-2008 | Норвешка - Холандија             | 0-1      | Квалификације за СП 2010. | 0      |
| 33. | 19-11-2008 | Холандија - Шведска              | 3-1      | Пријатељска               | 2      |
| 34. | 11-02-2009 | Тунис - Холандија                | 1-1      | Пријатељска               | 0      |
| 35. | 28-03-2009 | Холандија - Шкотска              | 3-0      | Квалификације за СП 2010. | 1      |
| 36. | 06-06-2009 | Исланд - Холандија               | 1-2      | Квалификације за СП 2010. | 0      |
| 37. | 10-06-2009 | Холандија - Норвешка             | 2-0      | Квалификације за СП 2010. | 0      |
| 38. | 12-08-2009 | Холандија - Енглеска             | 2-2      | Пријатељска               | 0      |
| 39. | 05-09-2009 | Холандија - Јапан                | 3-0      | Пријатељска               | 1      |
| 40. | 09-09-2009 | Шкотска - Холандија              | 0-1      | WK Kwalificatie '10       | 0      |
| 41. | 14-11-2009 | Италија - Холандија              | 0-0      | Пријатељска               | 0      |
| 42. | 26-05-2010 | Холандија - Мексико              | 2-1      | Пријатељска               | 2      |
| 43. | 01-06-2010 | Холандија - Гана                 | 4-1      | Пријатељска               | 1      |
| 44. | 05-06-2010 | Холандија - Мађарска             | 6-1      | Пријатељска               | 1      |
| 45. | 14-06-2010 | Холандија - Данска               | 2-0      | СП 2006. (Група Е)        | 0      |
| 46. | 19-06-2010 | Холандија - Јапан                | 1-0      | СП 2006. (Група Е)        | 0      |

## Статистике[9][10]
| Клуб               | Сезона  | Лига    | Лига   | Купови  | Купови | Европска такмичења | Европска такмичења | Укупно  | Укупно |
| Клуб               | Сезона  | Наступи | Голови | Наступи | Голови | Наступи            | Голови             | Наступи | Голови |
| ------------------ | ------- | ------- | ------ | ------- | ------ | ------------------ | ------------------ | ------- | ------ |
| Фајенорд           | 2001/02 | 8       | 0      | 0       | 0      | 7                  | 0                  | 15      | 0      |
| Фајенорд           | 2002/03 | 23      | 9      | 0       | 0      | 2                  | 0                  | 25      | 9      |
| Фајенорд           | 2003/04 | 28      | 6      | 0       | 0      | 3                  | 0                  | 31      | 6      |
| Арсенал            | 2004/05 | 26      | 5      | 9       | 4      | 6                  | 1                  | 41      | 10     |
| Арсенал            | 2005/06 | 24      | 5      | 7       | 4      | 7                  | 2                  | 38      | 11     |
| Арсенал            | 2006/07 | 22      | 11     | 1       | 0      | 8                  | 2                  | 31      | 13     |
| Арсенал            | 2007/08 | 15      | 7      | 1       | 0      | 7                  | 2                  | 23      | 9      |
| Арсенал            | 2008/09 | 28      | 11     | 6       | 4      | 10                 | 5                  | 44      | 20     |
| Арсенал            | 2009/10 | 16      | 9      | 0       | 0      | 3                  | 1                  | 19      | 10     |
| Арсенал            | 2010/11 | 25      | 18     | 5       | 2      | 3                  | 2                  | 33      | 22     |
| Арсенал            | 2011/12 | 38      | 30     | 2       | 2      | 8                  | 5                  | 48      | 37     |
| Манчестер јунајтед | 2012/13 | 38      | 26     | 4       | 1      | 6                  | 3                  | 48      | 30     |
| Манчестер јунајтед | 2013/14 | 10      | 7      | 0       | 0      | 3                  | 1                  | 14      | 10     |

## Приватно
Ван Перси тренутно живи у Северном Лондону са својом супругом, полу-холанђанком полу-мароканом, Бушром (Bouchra). Њихов син, Шакел (Shaqueel) рођен је 16. новембра 2006. године у Лондону. Очекују и друго дете.
Ван Перси је љубитељ америчког председника Барака Обаме: Ништа није немогуће. Пре пар година, нико не би рекао да црнац може да постане председник Америке. Нико не мисли да Арсенал, са нашим буџетом, може да осваја трофеје.

#### Оптужба
Дана 13. јуна 2005. године полиција Ротердама привела је Ван Персија под сумњом да је извршио силовање. Његов адвокат Абрахам Московиц тврдио је да је Ван Перси невин. Притворен је на две недеље 16. јуна, а потом је пуштен 27. јуна. На крају се одустаје од оптужбе због недостатка доказа након полицијске истраге.

#### Стони тенис
Ван Перси је био млади шампион Ротердама у стоном тенису. У Арсеналовим свлачионицама познат као „краљ стоног тениса“. Арсенал ТВ организовао је утакмицу у Соутхал спортском центру против енглеза Дарија Најта. Најт је победио 3-11 и 4-11, а потом је рекао: Фантастичан је, најбољи међу фудбалерима.

## Награде

#### Фајенорд
- УЕФА куп (1) : 2001/02.
- Куп Холандије (1) : 2017/18.

#### Арсенал
- ФА куп (1) : 2004/05.
- ФА Комјунити Шилд (1) : 2004.

#### Манчестер јунајтед
- Премијер лига (1) : 2012/13.
- ФА Комјунити шилд (1) : 2013.

#### Индивидуално
- Холандски најбољи млади таленат: 2001/02
- Играч месеца Премијер Лиге: Новембар 2005, Октобар 2009[15]
- Ротердам спортиста године: 2006.
- УЕФА Евро бронзана копачка: 2008.